# ブレードランニング
ブレードランニング (Blade Running) は、パラシュートでジャイアントスラロームをする競技である。
山の斜面に設置されたスキーのスーパー大回転のような曲がりくねったコースを、スカイダイビング用パラシュートあるいは専用スピードグライダーで飛んでタイムを競う。
1995年、アメリカパラシュート協会 (USPA) の当時の副会長であり、映画 「007」 のスカイダイビング アクションのスタントマンとしても有名な B.J. Worth によって創始された。
2004年の大会までは、選手がヘリコプターに乗り、コース上空からスカイダイビング降下してパラシュートを開き、スキー場に設置されたコースに進入する形式をとっていた。
しかし、山岳地帯の変わりやすい天候と視界不良・強風・乱気流などで競技の進行が滞るケースが多いことを考慮し、ヘリを飛ばさなくてもすむよう、スキー使用あるいは自ら走ってテイクオフ (Ground Launch) してコースに進入する競技形式が取り入れられ、今日のスピードフライング・スピードライディングと呼ばれるスポーツの原型となった。
2005年からは、スカイダイビングには使用できない地上テイクオフ専門のスピードグライダーが登場し、競技に投入されている。
アメリカでウインドブレード（日本ではスイング・バナー）と呼ばれる刀型ののぼりを使ってコースセッティングがされるので、「ブレードランニング」の名前がある。

## 過去の大会
- 1995年4月
  - Blade Running 1995 - Snow Bird Ski Resort, Utah,USA　選手16名　優勝者 Mike Naye,USA　使用パラシュート PD Stiletto
  - 個人種目・4ラウンド
- 1996年4月
  - Blade Running 1996 - Squaw Valley, California,USA　選手43名　優勝者 Dave Major,USA　使用パラシュート PD Stiletto
  - 個人種目・4ラウンド
- 1997年4月
  - Blade Running 1997 - Squaw Valley, California,USA　選手49名　優勝者 Dave Major,USA　使用パラシュート PD Stiletto
  - 個人種目・4ラウンド / 2人チームイベント・2ラウンド
  - 2人チームイベントは、2列に平行に設置されたコースで行う。選手どちらかが先にエントリーゲートを通過した瞬間から、どちらか後にエグジットゲートを出た瞬間までのタイムを競う。
- 1998年4月
  - Blade Running 1998 - Big Mountain Ski Resort, Montana,USA　選手22名　優勝者 JC Colclasure,USA　使用パラシュート PD Stiletto
  - 個人種目・4ラウンド / 2人チームイベント・2ラウンド / 4人チームイベント・2ラウンド
  - 4人チームイベントは、2列に平行に設置されたコースで行う。選手が2列縦隊でコースに進入し、先頭の選手がエントリーゲートを通過した瞬間から、最後尾の選手がエグジットゲートを出た瞬間までのタイムを競う。
- 1999年4月
  - Blade Running 1999 - Big Mountain Ski Resort, Montana,USA　選手30名　優勝者 Shylan Allman,USA　使用パラシュート Icarus Extreme FX
  - 個人種目・6ラウンド / 2人チームイベント・6ラウンド / 4人チームイベント・2ラウンド  / 個人スキーテイクオフ イベント・4ラウンド
  - ハイパフォーマンス パラシュート登場、PD Stiletto 優勢の時代終わる
- 2002年3月
  - Red Bull Blade Raid - Elk Meadows, Utah,USA　選手26名
  - 個人種目1ラウンドのみ・悪天候で大会不成立
- 2004年4月
  - Red Bull Blade Raid - Park City Mountain Resort, Utah,USA　選手21名　優勝者 JC Colclasure,USA　使用パラシュート Icarus Extreme VX
  - 個人種目・3ラウンド
- 2005年2月
  - 1st Ground Launch Blade Running - Lake Isabella, California,USA　選手14名　優勝者 Duane Hall,USA　使用パラシュート Daedalus GLX
  - 個人ランニングテイクオフ イベント・4ラウンド
  - 地上テイクオフ専用スピードグライダー登場
- 2005年11月
  - Ground Launch Blade Running Championships - Lake Isabella, California,USA　選手12名　優勝者 Jim Slaton,USA　使用パラシュート Daedalus GLX
  - 個人ランニングテイクオフ イベント・4ラウンド
- 2008年3月
  - Red Bull Blade Raid - Crystal Mountain, Washington,USA　選手42名　優勝者 Luke Aikins,USA
  - 個人スキーテイクオフ イベント・2ラウンド